# S.F.W. - So Fucking What
S.F.W. - So Fucking What è un film statunitense del 1994 diretto dal regista Jefery Levy.
Basato su un romanzo di Andrew Wellman, è il terzo lavoro registico di Levy.

## Trama
Il film percorre la storia del ritorno alla normalità per Cliff Spab, il protagonista del film, dopo che venne sequestrato una notte in un supermarket insieme al suo amico Joe e altri ostaggi, nel quale i sequestratori si assicurarono il controllo del supermercato con riprese degli ostaggi inviate ai media affinché vengano trasmesse senza sosta, fino al 36° giorno, quando Cliff e Joe riescono a uccidere i sequestratori, anche se il secondo muore nel tentativo.
Il mondo attorno a lui era cambiato. Le persone, dopo che lui aveva vissuto il rapimento raccontando le sue perle di filosofia, un misto di Nietzsche e il pensiero di Kurt Cobain, lo vedevano come un messia (in particolare il suo tormentone "So Fucking What"). Lui non è a suo agio in questo clima nel quale tutti lo sfruttano (inclusi i suoi genitori) e non fanno lo sforzo di ricordarsi della morte del suo migliore amico. Vivendo appieno il disturbo di stress post traumatico, e cercando di ricontattare l'unica altra superstite, Wendy Pfister, la storia si snoda nel tentativo di Cliff di evitare i riflettori e i gli amici che si riveleranno essere tutti interessati a sfruttare la sua improvvisa notorietà.

## Colonna sonora
1. Soundgarden – Jesus Christ Pose – 5:51
2. Marilyn Manson – Get Your Gunn – 3:19
3. Pretty Mary Sunshine – Can I Stay? – 3:04
4. Hole – Teenage Whore – 2:58
5. Monster Magnet – Negasonic Teenage Warhead (Demo) – 5:00
6. Chris Cornell – Like Suicide (Acoustic Version) – 6:11
7. Suicidal Tendencies – No Fuck'n Problem – 3:31
8. Paw – Surrender – 3:56
9. Radiohead – Creep – 3:57
10. Cop Shoot Cop – Two at a Time – 4:01
11. Babes in Toyland – Say What You Want – 3:35
12. GWAR – S.F.W. – 2:18
13. Graeme Revell – Spab 'N' Janet Evening/The Green Room – 2:56

Altre canzoni presenti nel film ma non pubblicate nel CD della colonna sonora:
1. Stephen Dorff – Spabs Theme
2. Rainbow – A Light In The Black
3. Mantissa – Mary Mary
4. Therapy? – Speedball

A queste si aggiunge un gran numero di tracce della parte orchestrale composta da Graeme Revell.
Nel film avrebbe dovuto in origine esserci All Apologies dei Nirvana: Kurt Cobain aveva anche accettato di inserire la canzone nel film ma a causa della sua morte il regista ha dovuto rinunciare.

## Accoglienza
Il film non è stato ben accolto dalla critica, ottenendo un punteggio di 5,9 su 10 in IMDB